# Jordan Nolan
Jordan Nolan (* 23. Juni 1989 in St. Catharines, Ontario) ist ein kanadischer Eishockeyspieler, der zuletzt bis Juli 2021 bei den Wilkes-Barre/Scranton Penguins in der American Hockey League unter Vertrag stand. Zuvor verbrachte der Angreifer unter anderem sieben Jahre in der Organisation der Los Angeles Kings, mit denen er 2012 und 2014 den Stanley Cup gewann. Sein Vater Ted Nolan und sein Bruder Brandon Nolan waren ebenfalls professionelle Eishockeyspieler.

## Karriere
Jordan Nolan begann seine Karriere als Eishockeyspieler in der kanadischen Juniorenliga Ontario Hockey League, in der er von 2005 bis 2010 für die Erie Otters, Windsor Spitfires und Sault Ste. Marie Greyhounds aktiv war. In diesem Zeitraum wurde er im NHL Entry Draft 2009 in der siebten Runde als insgesamt 186. Spieler von den Los Angeles Kings ausgewählt.
Für deren Farmteam Ontario Reign aus der ECHL gab er gegen Ende der Saison 2009/10 sein Debüt im Senioren-Eishockey, wobei er in drei Spielen je ein Tor und eine Vorlage erzielte. Die gesamte Saison 2010/11 verbrachte der Flügelspieler beim anderen Farmteam der Kings, bei den Manchester Monarchs aus der American Hockey League (AHL). Nachdem er dort auch die Saison 2011/12 begonnen hatte, stand er im Laufe der Spielzeit erstmals für die Los Angeles Kings in der National Hockey League auf dem Eis, bei denen er sich schließlich ab Februar 2012 einen Stammplatz erspielen konnte.
In der Folge gewann er mit den Kings 2012 und 2014 den Stanley Cup. Im Rahmen der Vorbereitung auf die Saison 2017/18 sollte er über den Waiver in die AHL geschickt werden, wurde dabei allerdings von den Buffalo Sabres verpflichtet. Anschließend unterzeichnete er im Juli 2018 als Free Agent einen Einjahresvertrag bei den St. Louis Blues, der im Sommer 2019 um ein weiteres Jahr verlängert wurde. Anschließend unterzeichnete er im Dezember 2020 einen auf die AHL beschränkten Vertrag bei den Wilkes-Barre/Scranton Penguins. Dieser wurde im Sommer 2021 nicht verlängert.

## Erfolge und Auszeichnungen
- 2012 Stanley-Cup-Gewinn mit den Los Angeles Kings
- 2014 Stanley-Cup-Gewinn mit den Los Angeles Kings

## Karrierestatistik
Stand: Ende der Saison 2020/21
(Legende zur Spielerstatistik: Sp oder GP = absolvierte Spiele; T oder G = erzielte Tore; V oder A = erzielte Assists; Pkt oder Pts = erzielte Scorerpunkte; SM oder PIM = erhaltene Strafminuten; +/− = Plus/Minus-Bilanz; PP = erzielte Überzahltore; SH = erzielte Unterzahltore; GW = erzielte Siegtore; 1 Play-downs/Relegation; Kursiv: Statistik nicht vollständig)